# Chelonus laticinctus
Chelonus laticinctus är en stekelart som beskrevs av Cresson 1872. Chelonus laticinctus ingår i släktet Chelonus och familjen bracksteklar. Inga underarter finns listade i Catalogue of Life.